# Atletismo nos Jogos Pan-Americanos de 2019 - 3000 m com obstáculos masculino
A competição dos 3000 m com obstáculos masculino foi um dos eventos do atletismo nos Jogos Pan-Americanos de 2019, em Lima, no Peru. A prova foi realizada no dia 10 de agosto.

## Calendário
Horário local (UTC-5).
| Data         | Horário | Fase  |
| ------------ | ------- | ----- |
| 10 de agosto | 16:10   | Final |

## Medalhistas
| Ouro   | BRA Altobeli da Silva |
| Prata  | COL Carlos Sanmartín  |
| Bronze | PER Mario Bazán       |

## Recordes
Recordes mundial e pan-americano antes da disputa dos Jogos Pan-Americanos de 2019.
| Tipo                             | Atleta                | Tempo   | Local         | Data                  |
| -------------------------------- | --------------------- | ------- | ------------- | --------------------- |
|                                  | Saif Saaeed Shaheen   | 7:53.63 | Bruxelas      | 3 de setembro de 2004 |
| Recorde dos Jogos Pan-Americanos | Wander do Prado Moura | 8:14.41 | Mar del Plata | 22 de março de 1995   |

## Resultado final
Os resultados foram os seguintes:  
| Posição           | Atleta            | Nacionalidade      | Tempo   | Notas                |
| ----------------- | ----------------- | ------------------ | ------- | -------------------- |
| Medalha de ouro   | Altobeli da Silva | BRA Brasil         | 8:30.73 | Recorde da temporada |
| Medalha de prata  | Carlos Sanmartín  | COL Colômbia       | 8:32.24 | Recorde pessoal      |
| Medalha de bronze | Mario Bazán       | PER Peru           | 8:32.34 |                      |
| 4                 | Benard Keter      | USA Estados Unidos | 8:32.76 |                      |
| 5                 | Travis Mahoney    | USA Estados Unidos | 8:34.77 |                      |
| 6                 | Ryan Smeeton      | CAN Canadá         | 8:41.85 |                      |
| 7                 | Ricardo Estremera | PUR Porto Rico     | 8:43.03 |                      |
| 8                 | Diego Arévalo     | ECU Equador        | 9:01.21 |                      |
| 9                 | José Peña         | VEN Venezuela      | 9:02.04 |                      |
| 10                | Roberto Tello     | CHI Chile          | 9:06.33 |                      |
| 11                | Yuri Labra        | PER Peru           | 9:07.97 |                      |

Legenda
| Recorde mundial                  | Recorde mundial (World record)               |                       | Recorde africano                      | Recorde africano (African) |                                           | Q | Classificado por posição (Qualified) |
| Recorde dos Jogos Pan-Americanos | Recorde pan-americano (Pan-American record)  | Recorde da América    | Recorde da América (Americas)         | q                          | Classificado por melhor tempo (Qualified) |   |                                      |
| Melhor marca do ano              | Melhor marca do ano (World leading)          | Recorde asiático      | Recorde asiático (Asian)              | DNS                        | Não largou (Did not start)                |   |                                      |
| Recorde nacional                 | Recorde nacional (National record)           | Recorde europeu       | Recorde europeu (European)            | DNF                        | Não terminou (Did not finish)             |   |                                      |
| Recorde pessoal                  | Recorde pessoal do atleta (Personal best)    | Recorde da Oceania    | Recorde da Oceania (Oceania)          | DSQ / DQ                   | Desclassificado (Disqualified)            |   |                                      |
| Recorde da temporada             | Recorde da temporada do atleta (Season best) | Recorde sul-americano | Recorde sul-americano (South America) | NM                         | Sem marca (No mark)                       |   |                                      |